# Medetera hymera
Medetera hymera är en tvåvingeart som beskrevs av Negrobov och Stackelberg 1974. Medetera hymera ingår i släktet Medetera och familjen styltflugor. Inga underarter finns listade i Catalogue of Life.